# Josep Gerona Fumàs
Josep Gerona Fumàs (Sabadell, Vallès Occidental, 28 d'abril de 1956) és un pintor de formació autodidacta, professor d'institut i poeta català.

## Biografia
Josep Gerona, llicenciat en història ha estat professor a l'Institut Ferran Casablancas de Sabadell i ha compaginat la seva dedicació a la pintura amb l'escriptura en català i castellà. Forma part del grup Papers de Versàlia i ha publicat Mnemòsine amnèsica (2006), Quan deixaré de creure (2000), Àlbum de noses (2001), Trompar l'ull (2004), Hospital General (2007), La Vida Original (2007) i El no-res perdura sempre (2021).
La seva pintura, on assaja camins cap a l'espiritualitat, està conformada per colors intensos i una pinzellada espontània. Des dels anys 80 ha participat en diverses mostres col·lectives en diferents espais expositius de la seva ciutat natal com el Museu d'Art de Sabadell, l'Acadèmia de Belles Arts, el Casal Pere Quart o la Caixa de Sabadell, així com en galeries d'art (Nova 3, Inge Maltus, Estripa'm, Fidel Balaguer).
L'any 1993, en el marc d'un intercanvi artístic, Josep Gerona va fer una estada d'un mes a la ciutat belarussa de Minsk. A finals de l'any següent va participar en el II Plein Air Internacional de Pintura, al Museu Nacional de Belles Arts de la ciutat de Minsk, junt amb Jerónimo Prieto i Natividad Ayala, també de Sabadell. Allà va connectar amb la pintura dels russos Valentin Serov, Isaak Levitan i Mijaíl Vasílievich Nésterov i amb la melancolia de la pintura del país bàltic.
En tornar, a principis de 1995 va presentar aquelles obres a la Galeria Boixareu de la seva ciutat, amb una exposició titulada “Viatge d'hivern”. Hi va presentar obres fosques, gairebé tenebroses i inquietants, només trencades per algun toc de blanc o ocre. Utilitzava una paleta molt austera i una pinzellada carregada de matèria però amb moviment, que donaven una aura de misteri. Eren paisatges i natures mortes, en les quals pràcticament arribava a l'abstracció, ja que les formes només s'insinuaven enmig de la foscor.
Entremig, l'any 1994 també va exposar aquests paisatges a la Galeria Nova 3 de Sabadell i va participar en la col·lectiva Artistes de Sabadell per la pau a Bòsnia que es va presentar al Museu d'Art de Sabadell amb l'objectiu de recollir fons d'ajuda pel conflicte bèl·lic que patia el país, junt amb Joan Bermúdez, Manuel Duque, Benet Ferrer, Pere Almirón, Josep Sobrado, Ramon Piguillem, Assumpció Oristrell, Nativitat Ayala, Jerónimo Prieto, Assumpta Guiteras, José Luis Belloso, Jesús Belloso, Ricard Calvo, Alfons Borrell, Ramon Noè, Isidre Manils i Pep Domènech.
L'any 2007 va presentar les exposicions Autologia a l'Acadèmia de Belles Arts i El que quedarà a la Casa Taulé, seu de l'Alliance Française de Sabadell.
Sovint la seva pintura s'ha comparat amb la de Modest Urgell o de l'anglès William Turner, així com les obres dels paisatgistes holandesos del segle xvii, pel que fa a la capacitat de transmetre la tensió d'un paisatge captat en un moment determinat, per bé que amb un llenguatge molt personal.
Es conserva obra de Josep Gerona al Museu d'Art de Sabadell., en el qual va exposar l'any 2017 després de sis anys de no fer-ho.